# Ernesto Zambianchi
Ernesto Zambianchi (Grosseto, 24 novembre 1909 – Grosseto, 15 febbraio 1984) è stato un allenatore di calcio e calciatore italiano, di ruolo attaccante.

## Carriera

### Giocatore
Giocò in Serie A con il Livorno ed in Serie B con il Cagliari e la Salernitana, squadra con cui ha anche vinto un campionato di Serie C.

### Allenatore
Ha allenato per una stagione il Grosseto.

## Palmarès

### Giocatore

#### Competizioni nazionali
- Serie C: 1

Salernitana: 1937-1938